# SA-4 (Аполлон)

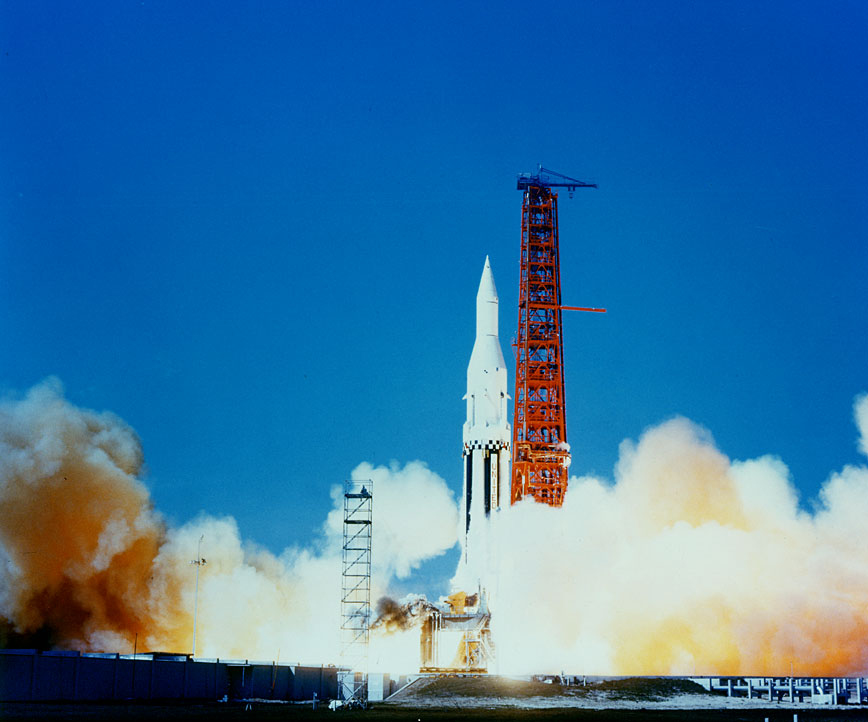
Старт SA-4

«SA-4» (англ. Saturn-Apollo 4, Сатурн-Аполлон-4) — четвертий, останній, випробувальний політ  ракети-носія Сатурн-1, здійснений за програмою Аполлон. При підготовці ракети до запуску було встановлено рекорд з найшвидшої підготовки — 54 доби, також було встановлено рекорд з найдовшої затримки запуску — 120 годин.

## Підготовка
За 100 хвилин до старту запуск було відкладено на 20 хвилин для вирівнювання гіроскопічної платформи.
За 19 хвилин до запуску було перевірено наявність бульбашок гелію в системі подачі рідкого кисню. Зі зниженням температури в системі надійшов сигнал про потік гелію, але не було сигналу про відкриття клапана випуску бульбашок гелію. Без надходження такого сигналу секвенсер вимкнувся. Інженери зробили обхідний електропровід для надходження правильного сигналу до секвенсера.

## Політ
Ракету було успішно запущено 28 березня 1963. Після 100 секунд польоту таймер вимкнув двигун № 5 для перевірки роботи ракети без використання одного двигуна (усього перший ступінь мав 8 двигунів). Паливо успішно було перерозподілено між сімома двигунами і політ продовжився. Всупереч прогнозам вимикання двигуна не призвело до його пошкодження, розбалансування реактивних струменів не вплинуло на теплозахист двигуна.
Було випробувано новий радарний альтиметр і два експериментальні акселерометри для вимірювання нахилу і крену.
Після успішного польоту інженери були упевнені у вдалому запуску двоступеневої ракети.